# Фум-Татахвим
Фум-Татахвим (араб. تطاوين‎) — город на юге Туниса, административный центр вилайета Татавин.
Достопримечательностью окрестностей города являются местные ксары (укреплённые берберские жилища и зернохранилища) — Ксар-Улед-Султан, Шенини, Двират, Ксар-Хаддада. В настоящее время они заброшены.
27 июня 1931 года метеорит с редкой ахондритной структурой упал на Татавин; было найдено около 12 кг фрагментов. Минерал, из которого состоял метеорит, получил название диогенит.

## В искусстве
Татавин получил известность благодаря фильму Джорджа Лукаса «Звёздные войны», который снимался в различных местах Туниса, в том числе и в самом Татавине, в честь которого назвали планету Татуин. При этом большинство пейзажей инопланетного Татуина снималось в городах Матмата и Таузар.
Также Татавин изображён в фильме «Секретные материалы: Борьба за будущее» под названием Фум-Татауин. По сценарию, здесь находилась внеземная вирусологическая лаборатория.